# Daniel Dumitrescu
Daniel Dumitrescu (Bucarest, 23 settembre 1968) è un pugile rumeno. Vinse la medaglia d'argento ai Giochi olimpici di Seul del 1988 nella categoria dei pesi piuma. Nell'ottobre del 2009 assurse agli onori della cronaca per il fatto di essere stato arrestato in Italia in seguito a uno scippo.

## Palmarès

### Giochi olimpici estivi
- 1988 - XXIV Giochi olimpici - Seul (KOR) - Medaglia d'argento